# Custardbroodje
Een custardbroodje (Standaardkantonees [ na:i wɔŋ pa:u]) is een dimsumgerecht uit Hongkong, Macau en in de Chinese provincie Guangdong. Custardbroodjes zijn broodjes met custard als vulling. De custardvulling bestaat uit kippeneieren, boter, koemelk, meel, maiszetmeel, custardpoeder etc. Custardbroodjes zijn in drie varianten verkrijgbaar: gefrituurd, gebakken en gestoomd. Gefrituurde custardbroodjes en gestoomde custardbroodjes zijn verkrijgbaar in dimsumrestaurants, gebakken custardbroodjes in Chinese bakkerijen.
In de Taiwanese 7-Elevens zijn de custardbroodjes in de winkel gestoomd verkrijgbaar.